# Cayratia vitiensis
Cayratia vitiensis är en vinväxtart som först beskrevs av Asa Gray, och fick sitt nu gällande namn av Karl Suessenguth. Cayratia vitiensis ingår i släktet Cayratia och familjen vinväxter. Inga underarter finns listade i Catalogue of Life.